# Druga slovenska nogometna liga 2017-2018
La Druga slovenska nogometna liga 2017-2018 (in lingua italiana: Secondo campionato calcistico sloveno 2017-2018), abbreviata in 2. SNL 2017-2018, fu la ventisettesima edizione della seconda serie del campionato di calcio sloveno.

## Stagione

### Formula
Le 16 squadre partecipanti disputarono un turno di andata e ritorno per un totale di 30 giornate, al termine delle quali:
- La prima classificata venne promossa in 1. SNL 2018-2019
- La seconda classificata disputò uno spareggio contro la penultima della 1. SNL 2017-2018
- Le ultime due classificate vennero retrocesse in 3. SNL 2018-2019

### Avvenimenti
Il 29 giugno 2016, la Federcalcio slovena prese la decisione che la Druga SNL 2017-18 sarebbe stata a 16 squadre, anziché a 10 come nelle edizioni precedenti, con la possibilità di schierare un massimo di 4 "seconde squadre" di club militanti nella massima serie.
Ma l'unica squadra che avrebbe potuto approfittarne, il Maribor B, venne sciolto nel 2017 per il costo eccessivo (lo stesso di una squadra di bassa classifica nella massima serie).

## Squadre partecipanti
| Squadra                   | Città             | Stadio                           | Stagione 2016-17 | Stagione 2016-17 |
| Squadra                   | Città             | Stadio                           | Pos.             | Divisione        |
| ------------------------- | ----------------- | -------------------------------- | ---------------- | ---------------- |
| Kalcer Radomlje           | Radomlje          | Športni park Radomlje            | 10°              | 1. SNL           |
| Roltek Dob                | Dob               | Športni park Dob                 | 2°               | 2. SNL           |
| Brežice - Terme Čatež     | Brežice           | Stadion Brežice                  | 4°               | 2. SNL           |
| Drava                     | Ptuj              | Mestni stadion                   | 5°               | 2. SNL           |
| Brda                      | Castel Dobra      | Stadio Vipolže                   | 6°               | 2. SNL           |
| Krka                      | Novo mesto        | Stadion Portoval                 | 7°               | 2. SNL           |
| Zarica                    | Kranj             | Športni park Zarica              | 8°               | 2. SNL           |
| Farmtech Veržej           | Veržej            | Stadion Čistina                  | 9°               | 2. SNL           |
| Cherrybox 24 Tabor Sežana | Sesana            | Stadio Rajko Štolfa              | 1°               | 3. SNL Ovest     |
| Jadran Dekani             | Villa Decani      | Športni park Dekani              | 2°               | 3. SNL Ovest     |
| AŠK Bravo                 | Lubiana           | Športni park Šiška               | 1°               | 3. SNL Centro    |
| Ilirija 1911              | Lubiana           | Stadion Ilirija                  | 2°               | 3. SNL Centro    |
| Rogaška                   | Rogaška Slatina   | Športni center Rogaška Slatina   | 2°               | 3. SNL Nord      |
| Fužinar Ravne Systems     | Ravne na Koroškem | Mestni stadion Ravne na Koroškem | 3°               | 3. SNL Nord      |
| Nafta 1903                | Lendava           | Športni park Lendava             | 1°               | 3. SNL Est       |
| NŠ Mura                   | Murska Sobota     | Stadio Fazanerija                | 2°               | 3. SNL Est       |

## Classifica
|                  | Pos. | Squadra       | Pt | G  | V  | N | P  | GF | GS | DR  |
| ---------------- | ---- | ------------- | -- | -- | -- | - | -- | -- | -- | --- |
|                  | 1.   | NŠ Mura       | 72 | 30 | 23 | 3 | 4  | 86 | 22 | +64 |
|                  | 2.   | Drava Ptuj    | 66 | 30 | 21 | 3 | 6  | 68 | 37 | +31 |
|                  | 3.   | Nafta 1903    | 64 | 30 | 20 | 4 | 6  | 69 | 28 | +41 |
|                  | 4.   | Radomlje      | 57 | 30 | 17 | 6 | 7  | 58 | 47 | +11 |
|                  | 5.   | Krka          | 49 | 30 | 15 | 4 | 11 | 49 | 47 | +2  |
|                  | 6.   | Bravo         | 49 | 30 | 14 | 7 | 9  | 55 | 32 | +23 |
|                  | 7.   | Tabor Sežana  | 48 | 30 | 13 | 9 | 8  | 46 | 37 | +9  |
|                  | 8.   | Ilirija       | 39 | 30 | 12 | 3 | 15 | 44 | 53 | −9  |
|                  | 9.   | Brda          | 38 | 30 | 11 | 5 | 14 | 37 | 42 | −5  |
|                  | 10.  | Dob           | 37 | 30 | 11 | 4 | 15 | 41 | 46 | −5  |
|                  | 11.  | Jadran Dekani | 36 | 30 | 10 | 6 | 14 | 39 | 64 | −25 |
|                  | 12.  | Brežice       | 30 | 30 | 7  | 9 | 14 | 36 | 51 | −15 |
|                  | 13.  | Rogaška       | 27 | 30 | 8  | 3 | 19 | 42 | 54 | −12 |
|                  | 14.  | Fužinar       | 26 | 30 | 7  | 5 | 18 | 46 | 70 | −24 |
|                  | 15.  | Kranj         | 25 | 30 | 6  | 7 | 17 | 36 | 64 | −28 |
|                  | 16.  | Veržej        | 16 | 30 | 4  | 4 | 22 | 23 | 81 | −58 |
| Fonte: rsssf.org |      |               |    |    |    |   |    |    |    |     |

Legenda:
      Promosso in 1. SNL 2018-2019.
  Partecipa agli spareggi.
      Retrocesso in 3. SNL 2018-2019.
      Escluso dal campionato.
Regolamento:
Tre punti a vittoria, uno a pareggio, zero a sconfitta.
La classifica viene stilata secondo i seguenti criteri:
- Punti conquistati
- Punti conquistati negli scontri diretti
- Differenza reti negli scontri diretti
- Reti realizzate negli scontri diretti
- Differenza reti generale
- Reti totali realizzate

### Spareggio
Il Drava Ptuj incontrò il Triglav, penultimo in 1. SNL 2017-2018, con gare di andata e ritorno, per un posto in 1. SNL 2018-2019.
| Squadra 1  | Totale | Squadra 2 | Andata     | Ritorno    |
| ---------- | ------ | --------- | ---------- | ---------- |
|            |        |           | 02.06.2018 | 06.06.2018 |
| Drava Ptuj | 3 – 6  | Triglav   | 1 – 2      | 2 – 4      |

## Statistiche

### Classifica marcatori
| Pos.                  | Giocatore      | Squadra    | Reti |
| --------------------- | -------------- | ---------- | ---- |
| 1                     | Marko Roginić  | Nafta 1903 | 21   |
| 2                     | Anel Hajrić    | Radomlje   | 16   |
| 2                     | Alen Neskič    | Rogaška    | 16   |
| 4                     | Rok Sirk       | NŠ Mura    | 15   |
| 4                     | Vedran Vinko   | Nafta 1903 | 15   |
| 4                     | Luka Bobičanec | NŠ Mura    | 15   |
| 7                     | Milan Đajić    | Bravo      | 14   |
| 7                     | Amadej Maroša  | NŠ Mura    | 14   |
| 9                     | Mustafa Nukić  | Ilirija    | 13   |
| Fonte: Sito ufficiale |                |            |      |